# Toàn quyền Nam Phi
Toàn quyền Liên hiệp Nam Phi (Tiếng Afrikaans: Goewerneur-generaal van Unie van Suid-Afrika, Tiếng Hà Lan: Goeverneur-generaal van de Unie van Zuid-Afrika ) là chức vụ trên danh nghĩa cao nhất của Liên hiệp Nam Phi từ 31 tháng 5 năm 1910 đến 31 tháng 5 năm 1961. Liên hiệp Nam Phi được thành lập với tư cách một vùng lãnh thổ tự trị (Dominion) thuộc Anh do chính quyền bản địa tự mình cai trị. Văn phòng Toàn quyền cũng được thành lập trong thời gian này với tư cách là người đại diện cho quân chủ Anh tại đây. Tròn 51 năm sau đó, Nam Phi tuyên bố mình là một nước cộng hòa và các mối quan hệ với đế quốc Anh cũng chấm dứt, do đó Văn phòng Toàn quyền cũng bị giải thể theo.
Một số quan chức toàn quyền là thành viên của Hoàng gia Anh như là Vuơng tôn Arthur xứ Connaught hay Bá tước Athlone, tất cả họ sau đó đều trở thành toàn quyền Canada. Sau đó, giống như các vùng lãnh thổ tự trị thuộc Anh khác, điều này thay đổi và đến từ năm 1934 thì chỉ người Nam Phi (trên thực tế là người Nam Phi Hà Lan) giữ chức.
Chức vụ Toàn quyền được thành lập sau đạo luật Nam Phi 1909. Mặc dù trên lý thuyết thì Toàn quyền là người đứng đầu điều hành đất nước thì thực sự là họ phải thực thi các hành động của mình thông qua Thủ tướng cùng với nội các của họ.

## Phe chủ nghĩa cộng hòa
Đảng Quốc gia do người Afrikaner thống trị, lên nắm quyền vào năm 1948, vốn là một đảng cộng hòa và được coi là liên minh cá nhân của Nam Phi với Vương quốc Anh và các quốc gia khác trong Khối thịnh vượng chung như một di tích của chủ nghĩa đế quốc Anh. Trong thời gian tạm thời, Đảng Quốc gia sử dụng chức vụ của tổng thống như chức vụ hưởng lưong không quyền chính thức cho các bộ trưởng Đảng Quốc gia đã nghỉ hưu. Hai toàn quyền được bổ nhiệm sau năm 1948, Ernest George Jansen và Charles Robberts Swart, đã chọn không mặc đồng phục truyền thống của triều đình cũng như thậm chí tuyên thệ trung thành với quốc vương.
Năm 1957, God Save the Queen không còn quyền bình đẳng với bài quốc ca của Die Stem van Suid-Afrika, và lá cờ Liên minh cũng không còn quyền bình đẳng với cờ Nam Phi.
Tuy nhiên, mãi đến năm 1960, Thủ tướng Hendrik Verwoerd mới khuyên Toàn quyền Swart tổ chức một cuộc trưng cầu dân ý về vấn đề này. Sau một số cuộc biểu tình liên quan đến việc giảm độ tuổi đi bầu xuống 18 và bao gồm các cử tri da trắng ở Tây Nam Phi, vào ngày 5 tháng 10 năm 1960, người Nam Phi da trắng được hỏi: Bạn có ủng hộ một nước Cộng hòa cho Liên minh không? (Tiếng Anh: Are you in favour of a Republic for the Union?) Kết quả là 52 phần trăm ủng hộ sự thay đổi.
Swart, Toàn quyền cuối cùng ở Nam Phi, yêu cầu Elizabeth II cho phép ông rời bỏ chức vụ vào ngày 30 tháng 4 năm 1960, sau khi ông này ký ban hành hiến pháp của nước cộng hòa. Chánh án Tối cao Lucas Cornelius Steyn trở thành Quan chức Quản trị Chính quyền (tạm dịch) theo một thỏa thuận chuyển tiếp cho đến ngày 31 tháng 5 cùng năm, khi Nam Phi tuyên bố trở thành một nước cộng hòa và Swart trở thành tổng thống nhà nước đầu tiên của Nam Phi. ()

## Danh sách
Quan chức Quản lý Chính phủ
| Tên (Sinh – mất)                                                   | Chân dung          | Nhiệm kỳ làm việc (Thời gian nhiệm kỳ)                       | Quân chủ (Thời gian cai trị) |
| ------------------------------------------------------------------ | ------------------ | ------------------------------------------------------------ | ---------------------------- |
| Tử tước Gladstone (1854 – 1930)                                    |                    | 31 tháng 5 năm 1910 – 8 tháng 9 năm 1914 (4 năm, 100 ngày)   | George V (1910 – 1936)       |
| Tử tước Buxton (1853 – 1934)                                       |                    | 8 tháng 9 năm 1914 – 17 tháng 11 năm 1920 (6 năm, 70 ngày)   | George V (1910 – 1936)       |
| Vuơng tôn Arthur xứ Connaught (1883 – 1938)                        |                    | 17 tháng 11 năm 1920 – 21 tháng 1 năm 1924 (3 năm, 72 ngày)  | George V (1910 – 1936)       |
| Bá tước xứ Athlone (1874 – 1957)                                   |                    | 21 tháng 1 năm 1924 – 21 tháng 12 năm 1930 (6 năm, 334 ngày) | George V (1910 – 1936)       |
| Bá tước xứ Clarendon (1877 – 1955)                                 |                    | 21 tháng 12 năm 1930 – 5 tháng 4 năm 1937 (6 năm, 105 ngày)  | George V (1910 – 1936)       |
| Bá tước xứ Clarendon (1877 – 1955)                                 | Edward VIII (1936) | 21 tháng 12 năm 1930 – 5 tháng 4 năm 1937 (6 năm, 105 ngày)  |                              |
| Ngài Patrick Duncan (1870 – 1943)                                  |                    | 5 tháng 4 năm 1937 – 17 tháng 7 năm 1943 (6 năm, 103 ngày)   | George VI (1936 – 1952)      |
| Nicolaas Jacobus de Wet (1873 – 1960) Quan chức Quản trị Chính phủ |                    | 17 tháng 7 năm 1943 – 1 tháng 1 năm 1946 (2 năm, 168 ngày)   | George VI (1936 – 1952)      |
| Gideon Brand van Zyl (1873 – 1956)                                 |                    | 1 tháng 1 năm 1946 – 1 tháng 1 năm 1951 (5 năm, 0 ngày)      | George VI (1936 – 1952)      |
| Ernest George Jansen (1881 – 1959)                                 |                    | 1 tháng 1 năm 1951 – 25 tháng 11 năm 1959 (8 năm, 328 ngày)  | Elizabeth II (1952 – 1961)   |
| Lucas Cornelius Steyn (1903 – 1976) Quan chức Quản trị Chính phủ   |                    | 26 tháng 11 – 11 tháng 12 năm 1959 (15 ngày)                 | Elizabeth II (1952 – 1961)   |
| Charles Robberts Swart (1894 – 1982)                               |                    | 11 tháng 12 năm 1959 – 30 tháng 4 năm 1961 (31 ngày)         | Elizabeth II (1952 – 1961)   |
| Lucas Cornelius Steyn (1903 – 1976) Quan chức Quản trị Chính phủ   |                    | 30 tháng 4 – 31 tháng 5 năm 1961 (31 ngày)                   | Elizabeth II (1952 – 1961)   |

## Cờ Toàn quyền Nam Phi

1910 – 1931
1931 – 1953
1953 – 1961